# زنده رود (برنامه تلویزیونی)
زنده رود یک برنامه تلویزیونی ایرانی در ژانر گفتگومحور فرهنگی-اجتماعی با اجرای ریحانه مرادی و حمید مرادی و نیما کرمی است که روزهای جمعه از شبکه اصفهان به‌طور زنده پخش می‌شود.

## میزبانان
رضا رشیدپور، بهمن هاشمی، نیما کرمی، ریحانه مرادی، احسان کرمی، محمد سلوکی، جواد یحیوی، جواد مولانیا، امیرحسین مدرس، ایرج نوذری، محمود شهریاری، پیمان طالبی، عبدالرضا امیراحمدی،علی یگانه، رضا رفیع، نیما رئیسی،حمید مرادی

## فصل ها/ قسمت‌ها
فصل ۱ اسفند ۱۳۸۳

## بخش‌های برنامه
زنده رود از بخشهای مختلف تشکیل شده‌است، بخش ابتدایی برنامه با توجه به موضوع انتخاب شده، با حضور کارشناسان حوزه و دانشگاه انجام می‌شود در قسمت بعدی به معرفی افراد نخبه علمی، فرهنگی، ورزشی و هنرمندان برتر استان اصفهان در زمینه صنایع و هنرهای دستی پرداخته می‌شود. در قسمت بعد به معرفی هنرمندان مطرح کشور پرداخته می‌شود. در طول برنامه گزارش‌های متنوعی از نقاط دیدنی آداب و رسوم و فرهنگهای مختلف تهیه شده و پخش می‌گردد.